# Nádraží Holešovice (métro de Prague)
Nádraží Holešovice est une station de métro à Prague, en Tchéquie. Située sur la ligne C du métro de Prague entre Kobylisy et Vltavská, elle est ouverte depuis le 3 novembre 1984.